# Viktor Lindberg
Viktor Lindberg (* 27. März 1996 in Vingåker) ist ein schwedischer Volleyballspieler.

## Karriere
Lindberg begann seine Karriere 2010 in seiner Heimatstadt bei Vingåkers VK. Als jüngster Spieler der Geschichte kam er in der ersten schwedischen Liga zum Einsatz. Von 2012 bis 2015 spielte er bei RIG Falköping. 2014 debütierte der vorherige Junioren-Nationalspieler in der A-Nationalmannschaft. 2015 wechselte der Außenangreifer zu Hylte/Halmstad VBK. Mit dem Verein wurde er 2016 Dritter und 2017 Vierter in der schwedischen Liga und belegte dreimal den zweiten Platz beim schwedischen Grand Prix. 2018 gewann er mit dem Verein die Meisterschaft und wurde zum schwedischen Spieler des Jahres gewählt. In der Saison 2018/19 spielte er beim finnischen Verein Raision Loimu. Danach wechselte er zum deutschen Bundesligisten SVG Lüneburg. Zwei Jahre später stand er für die United Volleys Frankfurt auf dem Spielfeld, und seit 2022 ist der aus Södermanlands län stammende Athlet wieder bei seinem Heimatverein Vingåkers Volleybollklubb aktiv.

## Auszeichnungen
2013 – Wertvollster Spieler der NEFZA U19 Meisterschaft

2013 – Bester Außenangreifer der NEFZA U19 Meisterschaft

2018 – Wertvollster Spieler der schwedischen Liga